# جو فيريرا
جو فيريرا (بالإنجليزية: Joe Ferreira)‏ (15 ديسمبر 1916 في الولايات المتحدة - 10 يونيو 2007 في الولايات المتحدة) هو لاعب كرة قدم أمريكي في مركز الوسط، شارك في الألعاب الأولمبية الصيفية 1948.

## وصلات خارجية
- جو فيريرا على موقع ناشيونال فوتبول تيمز (الإنجليزية)
- جو فيريرا على موقع عالم كرة القدم.نت (الإنجليزية)
- جو فيريرا على موقع أوليمبيديا (الإنجليزية)